# دیساد
دیساد (به انگلیسی: Desaad) یک شخصیت خیالی ابرشرور در کتاب‌های کامیک آمریکایی منتشر شده توسط دی‌سی کامیکس است. این شخصیت توسط نویسنده/طراح جک کربی خلق شده‌است که برای اولین بار در شمارهٔ ۲ از مجموعه نیو گادز (مه ۱۹۷۱) حضور پیدا کرد. او یکی از پیروان شخصیت بد ذات دارک‌ساید از سیارهٔ
آپوکالیپس است. دیساد فردی سادیسمی، شکنجه‌گر، خائن و مشاور ارشد دارک‌ساید است. نام او اشاره به مارکی دو ساد، نویسنده و فیلسوف فرانسوی دارد. او که در اصل یکی از ساکنین سیارهٔ نیو جنسیس بود، همیشه فردی سادیسمی به‌شمار نمی‌رفت و قبل از ملاقات با دارک‌ساید تنها یک جوان بی‌گناه بود.